# Sherry Gong
Pour les articles homonymes, voir Gong.
Sherry Gong est une mathématicienne américaine spécialisée en topologie en basses dimensions et connue comme l'une des compétitrices les plus titrées des Olympiades internationales de mathématiques. Elle a été Hedrick Assistant Adjunct Professor à l'université de Californie à Los Angeles. Elle a été boursière postdoctorale Maryam Mirzakhani à l'université Stanford. Elle est actuellement professeure adjointe de mathématiques à l'université A&M du Texas.

## Enfance et éducation
Gong est née à New York de deux mathématiciens, Guihua Gong et Liangqing Li, tous deux affiliés plus tard à l'université de Porto Rico. Elle a grandi à Toronto, à Porto Rico et au New Hampshire.
Elle a obtenu un AB en mathématiques du Harvard College et un doctorat en mathématiques du Massachusetts Institute of Technology en 2018. Sa thèse, intitulée Results on Spectral Sequences for Monopole and Singular Instanton Floer Homologies, a été supervisée par Tomasz Mrowka.

## Concours de mathématiques
Gong est la deuxième femme américaine (après la victoire d'Alison Miller en 2004) à remporter une médaille d'or aux Olympiades internationales de mathématiques, que Gong a remportée en 2007, obtenant une égalité pour la septième place sur 536 participants (elle a marqué un 32). Elle était la seule femme de l'équipe américaine cette année-là, et aussi l'une des trois seules femmes à avoir fait partie de l'équipe américaine. Elle a également terminé à égalité pour la première place aux Olympiades mathématiques chinoises pour filles en 2007,.
Gong a participé cinq fois à l'OMI, remportant HM en 2002, le bronze en 2003, l'argent en 2004 et 2005 et l'or en 2007. En 2005, elle a été nommée 2005 Clay Olympiad Scholar. En 2006, elle a remporté une médaille d'argent aux Olympiades internationales de physique de 2006. Elle a été lauréate (top douze) des Olympiades mathématiques des États-Unis d'Amérique en 2005, 2006 et 2007, notamment en se classant 2e en 2007.
En 2010, Gong a aidé à entraîner l'équipe américaine qui a participé aux Olympiades mathématiques des filles chinoises ; cinq membres de l'équipe ont remporté des médailles d'or. En 2011, elle a reçu le prix Alice T. Schafer pour l'excellence en mathématiques d'une femme de premier cycle.